# 福通 (阿肯色州)
福通（英語：Fortune）是位於美國阿肯色州克羅斯縣的一個非建制地區。該地的面積和人口皆未知。

## 地理
福通的座標為35°24′53″N 90°33′11″W / 35.41472°N 90.55306°W，而該地的平均海拔高度為米（即英尺）。